# Дивольфрамат натрия
Дивольфрамат натрия — неорганическое соединение,
соль натрия и дивольфрамовой кислоты
с формулой Na2W2O7,
бесцветные кристаллы.

## Получение
- Нагревание вольфрамата натрия с вольфрамовой кислотой:

{\displaystyle {\mathsf {Na_{2}WO_{4}+H_{2}WO_{4}\ {\xrightarrow {800^{o}C}}\ Na_{2}W_{2}O_{7}+H_{2}O}}}

## Физические свойства
Дивольфрамат натрия образует бесцветные кристаллы нескольких модификаций:
- ромбическая сингония, пространственная группа C mca, параметры ячейки a = 0,7216 нм, b = 1,1899 нм, c = 1,4716 нм, Z = 8 [1];
- ромбическая сингония, пространственная группа C mc21, параметры ячейки a = 0,37777 нм, b = 2,66067 нм, c = 0,54290 нм, Z = 4, d = 6,40 [2]. Метастабильные светло-голубые кристаллы, получают при 3,2 ГПа и 1200°С.